# Gruffydd ap Rhydderch
Gruffydd ap Rhydderch (fallecido hacia 1055) fue rey de Gwent y de parte del reino de Morgannwg al sur del actual Gales y posteriormente se convirtió en rey de Deheubarth.
Gruffydd era hijo de Rhydderch ab Iestyn que consiguió apoderarse del reino de Deheubart entre los años 1023 y 1033. Heredero de parte del reino de Morgannwg, Gruffydd comenzó a participar en la política del reino de Deheubart, cuando Gruffydd ap Llywelyn, rey de Gwynedd, se lo arrebató a Hywel ab Edwin en el año 1044. Sin embargo, Gruffydd ap Rhyderch consiguió expulsar al rey de Gwynedd y apoderarse del reino de Deheubart en 1045. Se dice que hacia 1049 Gruffyd realizó una incursión en el río Severn aliado con una flota de vikingos procedentes de Irlanda.
De Gruffydd ap Rhydderch se dice que fue un rey poderoso que resistió los ataques de los incursores daneses y de su rival, Gruffydd ap Llywelyn. Sin embargo, en el año 1055 Gruffydd ap Llywelyn lo derrotó y mató en batalla y reconquistó el reino de Deheubart.
Su hijo Caradog ap Gruffydd también intentó emular a su padre y a su abuelo tratando de conquistar el reino de Deheubart, pero murió en la Batalla de Mynydd Carn.